# Gau-Odernheim
Gau-Odernheim là một đô thị ở Verbandsgemeinde Alzey-Land của Landkreis Alzey-Worms thuộc Bundesland Rheinland-Pfalz. Đô thị này nằm ở trung tâm vùng trồng nho Rheinhessen.

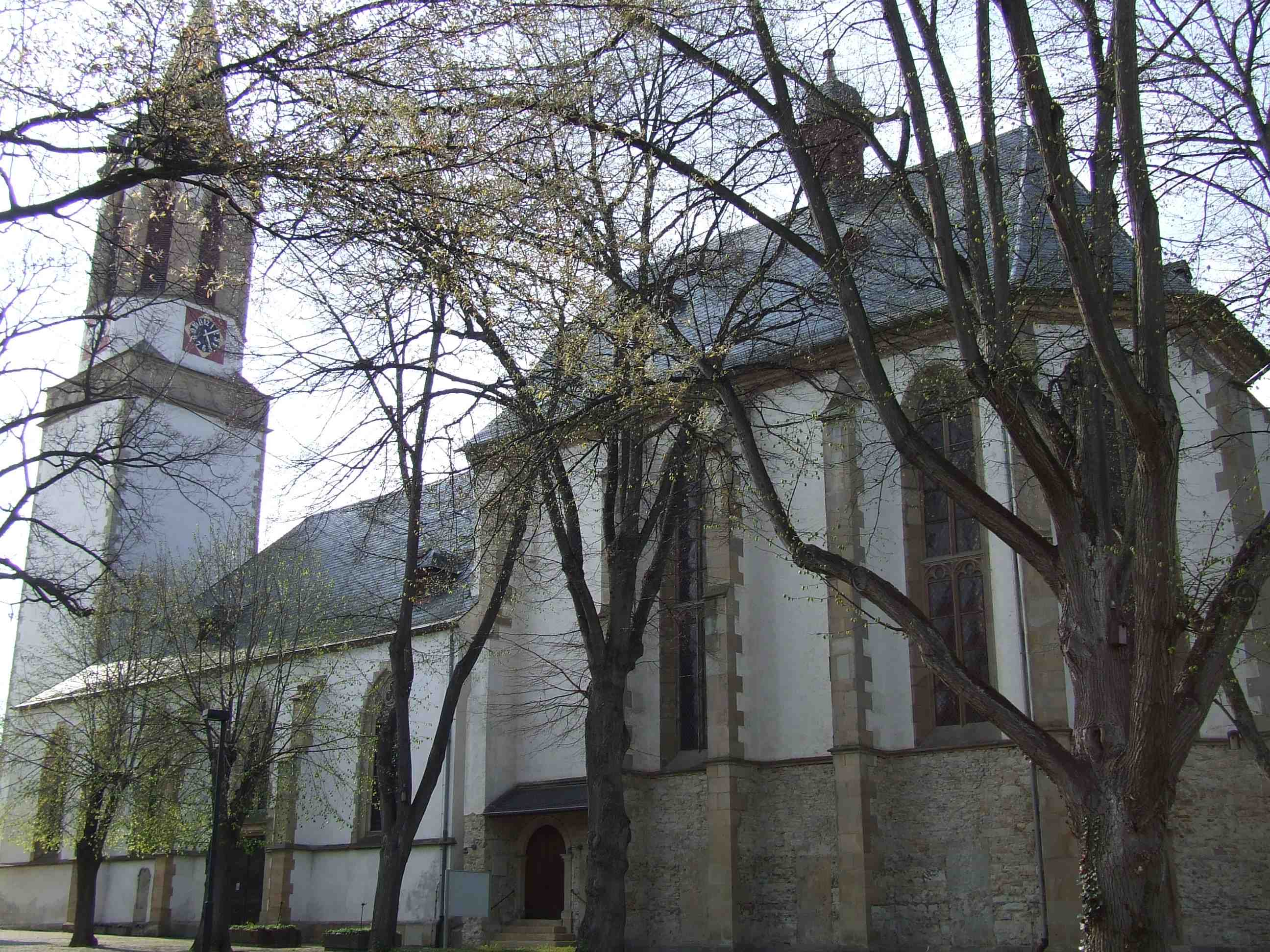
Nhà thờ Gau-Odernheim
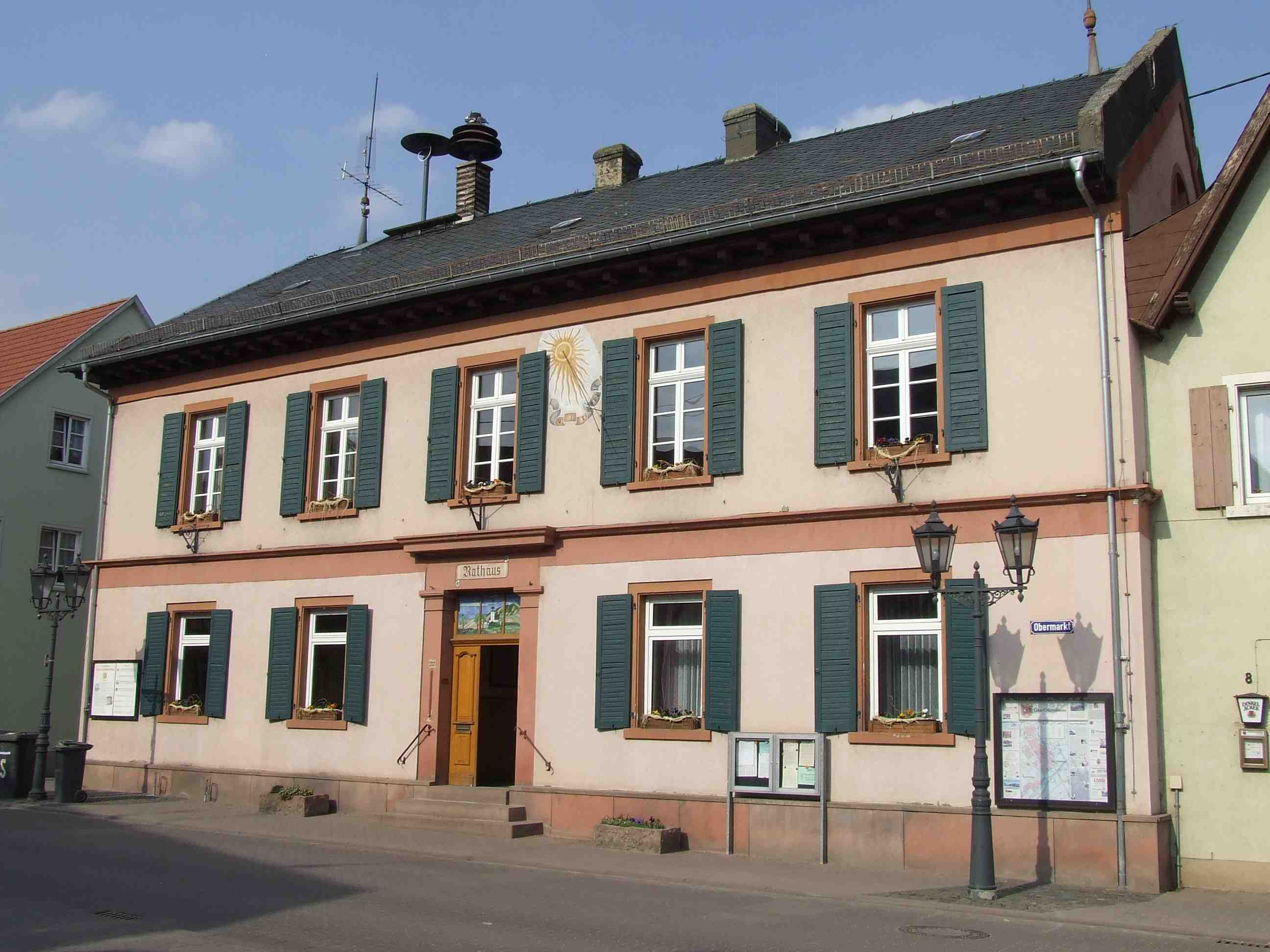
Tòa thị chính Gau-Odernheim

## Đô thị giáp ranh
- Bechtolsheim
- Biebelnheim
- Framersheim
- Hillesheim
- Dittelsheim-Heßloch

## Kết nghĩa
- Pulnoy (Pháp)